# 高儀站
高儀站 （日语：／ Takagi eki */?）是隸屬於西日本旅客鐵道（JR西日本）城端線的鐵路車站，座落於富山縣南礪市，是一座無人車站。
本站的設立，可追溯至市町村制度實行初期，屬於東礪波郡內的東野尻村和野尻村都同時希望擁有車站，在兩村協調下，最終把車站設於兩村的交界處，其中大部份車站設施皆落於野尻村內，少部份向礪波站方向的月台則座落於東野尻村內，後來東野尻村於1954年編入礪波町（3個月後即轉為礪波市），而野尻村則於1941年合併於福野町內，2006年再與其他村町合組建成南礪市，造成了現時車站位置兩市的交界的狀況。亦由於站房剛好位於兩市的邊界旁，其前方及右方（北方）皆屬礪波市範圍，只有左方（南方）才是南礪市範圍，所以本站同時服務兩市的乘客，不過，車站周邊的民居相對分散，因此使用量不高。

## 車站結構

### 站房

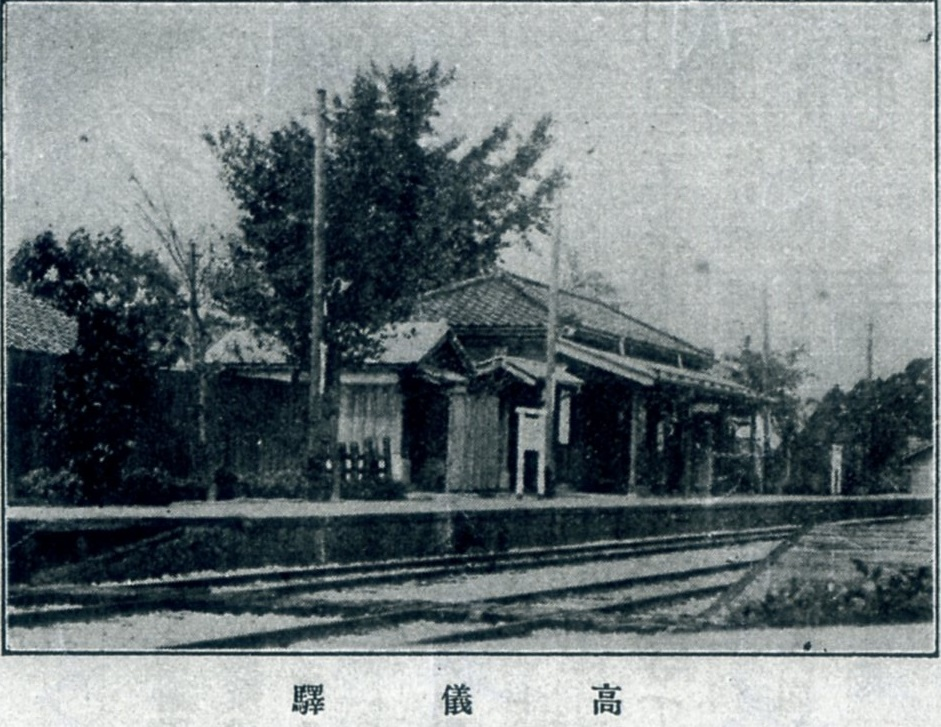
1929年的高儀站第一代站房。

現時使用中的為第二代，為組合屋式簡易形站房。進站後不用經過候車站房，直接穿過玄關便進入月台範圍。至於站房部份，除趙門一邊外，其俆三邊皆放置了連貫式的長凳，後方為儲物室及男、女共用洗手間，均由月台外進入。
至於第一代則為單層木站房，於1987年時拆去。

### 月台配置
原設有側式月台2個，是列車可交換車站，但現時則只使用靠近站房的1面側式月台，有效長度為5輛。遠離的一個已經棄用，路軌及轉轍器都已被拆去，其長度亦相對較短，有效長度只有2輛。
月台為全露天配置，只有位處站房部份有其屋簷作上蓋之用，在此之下亦擺放了2張獨立4座位膠椅。列車靠站時，往城端方向為右側上落，往高岡方向為左側上落。
| 路線    | 方向 | 目的地                              | 備註                     |
| ------- | ---- | ----------------------------------- | ------------------------ |
| ■城端線 | 上行 | 高岡、經■愛之風富山鐵道線往富山方向 | 直通富山的列車於假日停開 |
| ■城端線 | 下行 | 城端方向                            |                          |

## 歷史
- 1899年5月30日：中越鐵道出町站～福野站間新站開設，投入服務，兼辦客運及貨運事宜[2][3]。
- 1902年：

- 5月14日：中越鐵道提出把本站與二塚站廢站。
- 5月20日：中越鐵道更改本站廢站請求。

- 1920年9月1日：中越鐵道國有化，改為鐵道省管理，路線改為國鐵「中越線」[6]。
- 1942年8月1日：線路改稱「城端線」[7]。
- 1969年10月1日：修訂營業範圍，取消手提貨物提取[8]。
- 1970年10月1日：修訂營業範圍，取消貨運列車提取車站[9]，無人化[10]。
- 1987年：

- 4月1日：日本國鐵分割民營化，車站的營運由JR西日本繼承。
- 12月25日：第二代站房啟用。

## 利用人數
| 年度   | 1日平均上落人數 |
| ------ | --------------- |
| 1995年 | 138             |
| 1996年 | 132             |
| 1997年 | 120             |
| 1998年 | 124             |
| 1999年 | 121             |
| 2000年 | 118             |
| 2001年 | 104             |
| 2002年 | 96              |
| 2003年 | 85              |
| 2004年 | 79              |
| 2005年 | 77              |
| 2006年 | 69              |
| 2007年 | 61              |
| 2008年 | 60              |
| 2009年 | 57              |
| 2010年 | 53              |
| 2011年 | 58              |
| 2012年 | 50              |
| 2013年 | 53              |
| 2014年 | 52              |
| 2015年 | 60              |
| 2016年 | 62              |
| 2017年 | 65              |

## 相鄰車站
西日本旅客鐵道
■城端線
■觀光列車「瑰麗山海號」
通過
■普通列車
東野尻 － 高儀 － 福野

## 外部連結
- JR西日本高儀站公式網頁。 （页面存档备份，存于）（日語）